# دنيس أندريز
دنيس أندريز (بالإنجليزية: Dennis Andries)‏ مواليد 5 نوفمبر 1953 في جورج تاون، هو ملاكم بريطاني يصنف ضمن فئة وزن خفيف الثقيل.

## المسيرة الاحترافية
من نزالاته:
- خسر أمام حكيم طافر (1992).

## إحصائيات
خاض خلال مسيرته 65 نزالا، فاز في 49 وتعادل في 2 وخسر في 14. فاز بالضربة القاضية في 30 نزالا.

## روابط خارجية
- دنيس أندريز على موقع بوكس ريك (الإنجليزية) (registration required)